# 百間樋
百間樋（ひゃっけんび）は、兵庫県西宮市にある灌漑用水である。

## 概要
田んぼの水を得るのに困った人々は、武庫川から天井川である仁川を横切るように川底を掘り、木製の樋を使った灌漑用水である百間樋を作った。最初は、大市庄（おいちのしょう）5か村の段上・上大市・下大市・門戶・高木の村に水を引いた。そして5か村が井組（ゆぐみ）を組織し井親（ゆおや）になった。後に、旧瓦林村の上瓦林・御代（みよ）・下瓦林、また今津・津門・芝・広田・中村・旧西宮の9つの村を井子（ゆご）として井組に加わった。
加わるときの条件は、どんなに日照りでも井親は存分に水を取り井子には余り水しかやらないや、井子は井料として、井親に毎年相当額の米と酒を納める物もあった。この条件は、1953年（昭和28年）になくなった。現在は、百間樋井組の5か村が管理運営をしている。

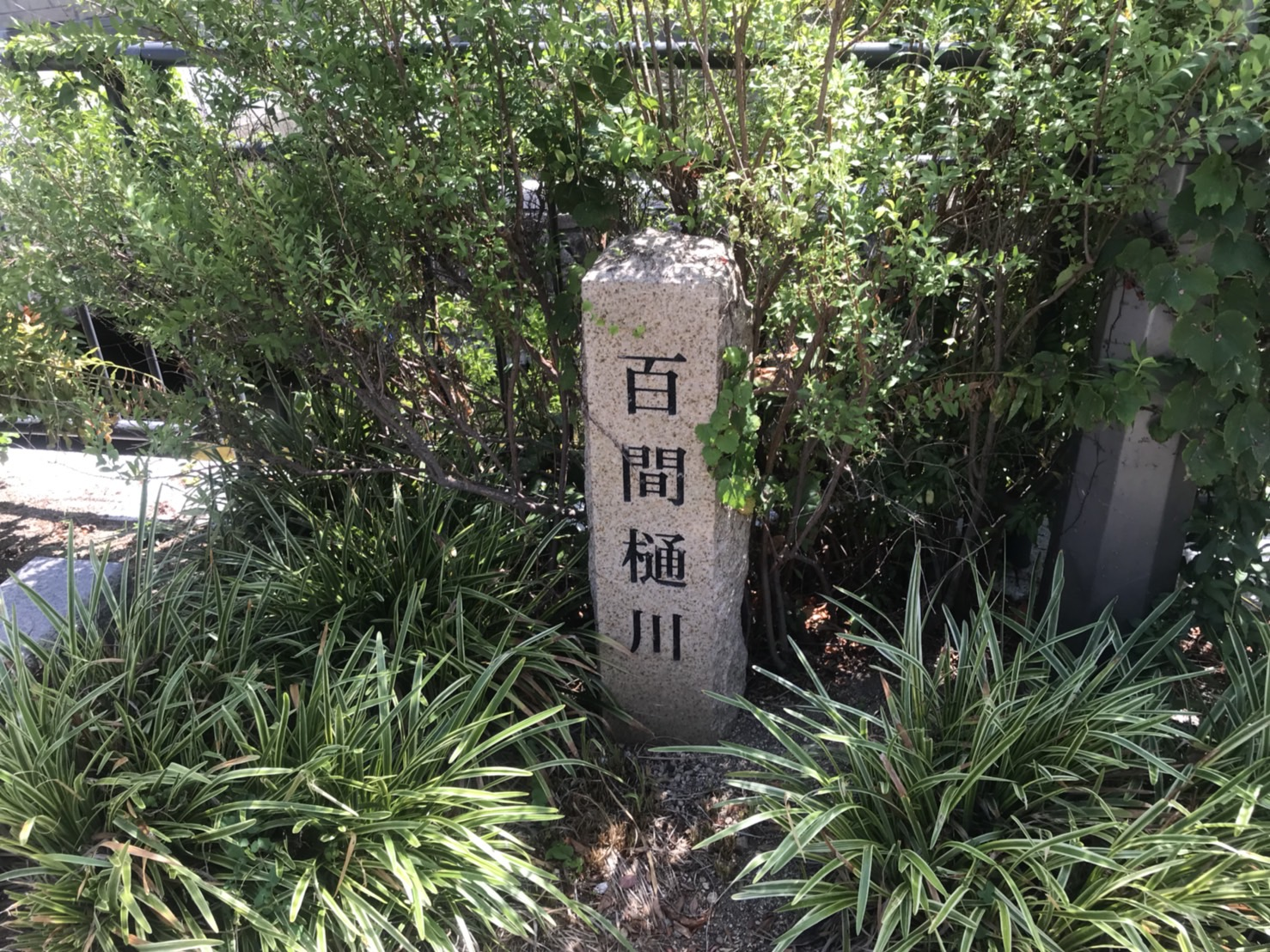
百間樋の石碑

1957年（昭和32年）から、百間樋用水は水道用水としても使われている。

## 名前の由来
木製の樋を使い、その⻑さが100間（約180メートル）であったので百間樋と名付けられた。

## 参考文献

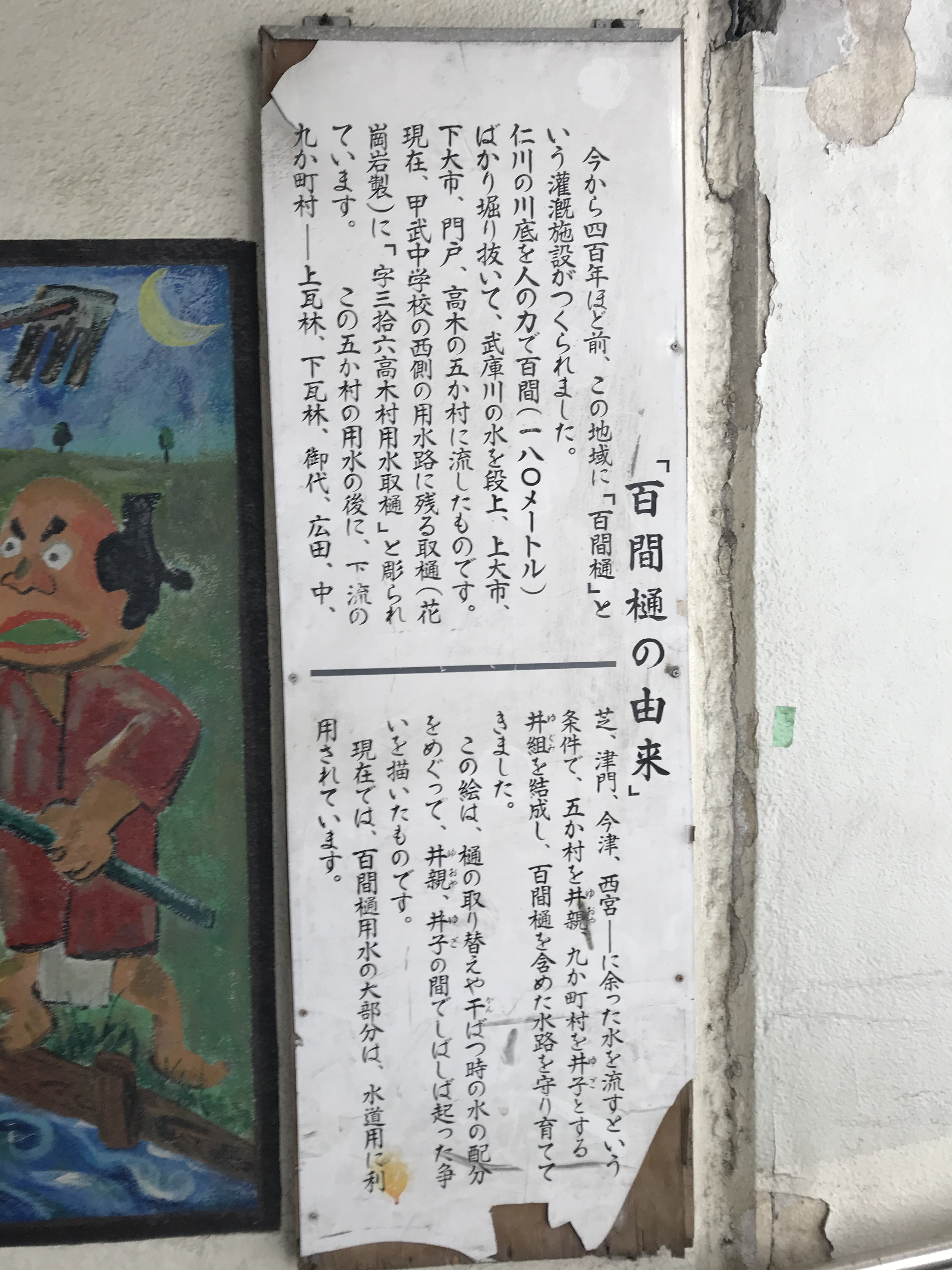
百間樋の壁画の説明